# 中山路 (枋寮鄉)
中山路（英文：Jhongshan Rd.）是屏東縣枋寮鄉的南北向主要道路，由北至南共分成三段，連結枋寮市區及近郊。起端於文化一路口，前端銜接大豐路北上至佳冬鄉、潮州鎮，屬台1線屏鵝公路，佳冬戰備跑道也位於路上。本道路行經太源地區，並抵水底寮與臨海路呈Y字交叉，可轉臨海路屬台17線北上往林邊鄉、東港鎮等沿海鄉鎮。其中，中山路此於中華路、中正大路岔路口降屏143線，中正大路則延續台1線行枋寮市區外環。而中山路繼其南下經枋寮市區，可藉轉德興路往枋寮漁港和轉中興路到枋寮車站。末端於過士文橋與中正大路再相會，同時為屏143線終點，續行接台1線南下至枋山鄉。為枋寮鄉往來佳冬鄉及枋山鄉的重要道路。因中山路終端接中正大路往南經枋山鄉抵恆春半島、墾丁國家公園及連結南迴公路往臺東縣。所以也是屏東縣南方往來聯外重要的外海長途路段之一。

## 行經行政區域
- 枋寮鄉

## 分段
中山路共分成三段：
- 中山路：南起於中正大路路口，北於過屏東線鐵路平交道接二段。
- 二段：南於過屏東線鐵路平交道接中山路，北於屏南工業區附近接三段，中正大路、中華路口至屏南工業區路段屬台1線。
- 三段：北於屏南工業區附近接二段，北止於文化一路口接佳冬鄉大豐路，屬台1線。

## 沿線設施
（由北至南）
- 三段
  - 佳冬戰備跑道
  - 屏115-1線東角路
  - 屏132線
  - 屏134線文化一路
  - 鄭聖廟
  - 仙公媽廟
  - 屏南工業區
  - 屏136線
  - 太源社區
- 二段
  - 水底寮（地利社區）
  - 臨海路
  - 7-Eleven人和門市
  - 屏140線建興路
  - 水底寮郵局
  - 阿萬師海產
  - 7-Eleven維軒門市
  - 屏142線中華路、中正大路
  - 鐵騎休息棧
  - 台灣中油千越加油站枋寮站
- 中山路
  - 大方鎖業股份有限公司
  - 屏東縣立枋寮高中（義民路3號）
  - 新光人壽大樓
  - 台灣中油加油站枋寮站
  - 台灣電力公司枋寮服務所
  - 德興路（往南至枋寮漁港）
  - 枋寮河堤公園
  - 人和橋
  - 捷安特達陣單車館
  - 中華電信枋寮服務中心
  - 枋寮車站（中興路口，儲運路18號。）
    - 枋寮鐵道藝術村、F3藝文特區

  - 國光客運、屏東客運、中南客運枋寮站
  - 814百貨生鮮超市枋寮店
  - 枋寮郵局
  - 安樂橋
  - 7-Eleven新枋寮門市（中興路7號）
  - 屈臣氏枋寮店
  - 7-Eleven僑德門市
  - 枋寮醫院
  - 屏144線隆山路
  - 全家便利商店枋寮隆山店
  - 吉村藥局
  - 屏東縣立僑德國小（僑德路186號）
  - 全聯福利中心枋寮店
  - 屏146線金榮路
  - 北勢寮福德宮
  - 青山府
  - 士文橋
  - 中正大路

## 本道路交通
- 國光客運
  - 1773 高雄（捷運鳳山國中站）－屏東－枋寮－恆春
  - 1780 屏東－內埔－竹田－潮州－佳冬－枋寮
- 屏東客運
  - 8205 屏東－萬丹－東港－枋寮－恆春
  - 8239 屏東－內埔－竹田－潮州－恆春（不經竹田鄉公所）
- 高雄客運、屏東客運、中南客運、國光客運聯營
  - 9117「墾丁列車」（經台17線）
    - 高雄客運、屏東客運、中南客運：高鐵左營站－高雄火車站－高雄國際機場－林園－東港－林邊－枋寮－楓港－恆春－墾丁
    - 國光客運：高雄客運自立站－高雄火車站－高雄國際機場－林園－東港－林邊－枋寮－楓港－恆春－墾丁

  - 9188（經台88線、國道三號）
    - 高鐵左營站－高雄火車站－林邊－枋寮－楓港－墾丁－鵝鑾鼻

  - 9189「墾丁快捷」（經鼎金系統交流道、台88線、國道三號）
    - 高鐵左營站－大鵬灣－枋寮－楓港－恆春－墾丁